# Клоэ, Франсуа
Франсуа Станислас Клоэ (фр. François Stanislas Cloëz; 24 июня 1817, Ор, департамент Нор — 12 октября 1883, Париж) — французский учёный, химик и фармаколог, педагог, доктором наук (1866), соучредитель Французского химического общества, один из пионеров аналитической химии в XIX веке.

## Биография
Сын фермера. Окончил коллеж в Валансьене. Позже изучал изучению фармацию. Трудился фармацевтом а аптеках, в больницах Парижа, в 1841 году поступил в высшую фармацевтическую школу. В течение четырёх лет стажировался и применил на практике свое желание стать химиком, в частности, проводя исследования под руководством известных химиков, таких как Анри Виктор Реньо, Теофиль-Жюль Пелуз и Эдмон Фреми. Последний, в 1845 году принял его в качестве преподавателя столичной политехнической школы. В 1846 году Клоэ поступил в Музей естественной истории в качестве помощника Мишеля Эжена Шеврёля и сохранял эту должность, наряду с другими функциями, до своей смерти. В 1849 году был назначен преподавателем химии в Политехнической школе.
В 1867 году сменил Луи Пастера на посту профессора физики, химии и геологии в Школе изящных искусств в Париже.
Участвовал в создании Французского химического общества, был его вице-президентом и президентом в 1868 году.

## Научная деятельность
В течение своей жизни сделал важные исследования по органической, неорганической и аналитической химии и по физиологии растений.
По неорганической химии — Ф. Клоэ исследовал кристаллизацию золота и платиновых металлов, хлоро-сернистую сурьму, селено-серную кислоту, присутствие в атмосфере азотистых соединений и йода. По аналитической химии — ввёл применение хлороформа для анализа сероуглерода при экстрагировании жиров, разработал метод сжигания с окисью меди органических веществ в открытой трубке.
В 1850-х годах использовал хлорид циана в синтезе, получив Цианамид кальция с итальянским химиком Ст. Канниццаро и заменив цианамиды с французским химиком Огюстом Кауром. На основе этой работы затем развил исследование цианистых эфиров и их изомеров (которые он сделал предметом своей диссертации в 1866 г., чтобы получить степень доктора физических наук).
Вместе с К. Гратиолетом исследовал питание растений, погруженных в воду, жизнеспособность лягушек и саламандр, значение нитратов и аммиачных солей для растений. В области органической химии Ф. Клоэ открыл циановые эфиры, исследовал углеводороды, образующиеся при действии соляной кислоты на чугун.
В 1870-х годах приступил к определению компонентов эфирных масел и их классификации в соответствии с их свойствами для медицинского, промышленного или парфюмерного использования. В частности, он выделил основной компонент эвкалиптового масла, которому дал название эвкалиптол. В 1878 году, в честь его работы немецкий учёный Фердинанд фон Мюллер дал виду эвкалипта название Eucalyptus cloeziana.

## Награды
- В 1865 году был удостоен премии Prix Jecker Французской академии наук за комплекс работ по органической химии.
- В 1866 году награждён орденом Почётного легиона
- В 1877 году был удостоен премии Prix Jecker Французской академии наук за своё последнее исследование, касающееся масла из семян растения, известного ботаникам как Elæococca vernicia.
- Награждён золотой медалью Сельскохозяйственного общества за свою работу по интродукции Глауциума жёлтого (Glaucium flavum) на необрабатываемых землях побережья.